# Miritpetikusan
Miritpetikusan is een bestuurslaag in het regentschap Kebumen van de provincie Midden-Java, Indonesië. Miritpetikusan telt 1418 inwoners (volkstelling 2010).